# Witówka (województwo podlaskie)
Witówka – wieś w Polsce położona w województwie podlaskim, w powiecie suwalskim, w gminie Raczki.
W okresie międzywojennym stacjonowała tu placówka Straży Celnej „Witówka”.
W latach 1975–1998 miejscowość administracyjnie należała do województwa suwalskiego.